# Озерки (Белгородская область)
Озерки (произносится Озёрки) — село в Старооскольском городском округе Белгородской области. Центр Озерской сельской территории.

## География
Озерки расположены в 15 километрах от центра г. Старый Оскол и железнодорожной станции Старый Оскол. Самые близкие реки находятся в 2-7 км — это реки Убля и Котёл. Основные формы рельефа имеют эрозийное происхождение, на территории сёл имеются малые и большие овраги. Село по своему географическому происхождению находятся на северо-востоке Старооскольского городского округа. Село Озерки с севера граничит с земельными угодьями села Котово, с юга — с. Черниково, с востока — с. Хорошилово, с запада — с. Незнамово.

## История
В архивных документах 1749 года упоминается деревня Озера Старооскольского уезда. Озёра – деревня, образованная из существующих ранее починков: Верховой, Руссанов, Крыгин. Поместные земли всех этих поселений располагались в районе Большого белого озера и других, безымянных озерцев, сохранившихся до сих пор. Эти небольшие озера — озерки — и дали имя селению.
В селе Озерки в конце XIX века действовало народное училище, располагался хлебозапасный магазин, а также кузница и винная лавка. В урочище Засека, при озере, была усадьба помещика Алексея Антоновича Соколова, в усадьбе находилась мелочная лавка, помещик владел земельными угодьями около 80 га.
23 сентября 1935 года в селе Озерки образовался колхоз. В том же году был отрыт детский сад-ясли.
В 1950 году Черниковский сельский Совет был расформирован. Черниково стало относиться к Озерскому сельскому Совету.
С 1954—1955 годов в Озерках появились первые радиоточки, а в конце 50-х годов село электрифицировали. Прошло перезахоронение останков воинов, погибших во время Великой Отечественной войны. Из братских могил останки были перенесены на гражданское кладбище, в берёзовую рощу села Озерки. Установлена памятная звезда, впоследствии на этом месте был воздвигнут памятник Неизвестному солдату. Было построено административное здание, в котором разместились сельский Совет и почтовое отделение.
В 1977 году колхоз «Имени Ленина» был реорганизован в совхоз «Озерки». С 26 декабря 1980 года по май 1983 года председателем совхоза был М. И. Бесхмельницын, позже работавший аудитором Счетной палаты.
В 1988 году началась газификация села. В 1992 году произошло разделение АООТ «Озерки» на два хозяйства – АО «Озерки» и АО «Хорошилово». В селе в 1993 году был закрыт пункт бытового обслуживания населения, баня, в 1995 году закрыт детский сад «Берёзка».
В 1993 году по селу была проложена асфальтированная дорога.
В 1997 году Озерки (220 домовладений, 607 жителей) - центр Озерского сельского округа (4 села) в Старооскольском районе.
в 2015 году создан «Образовательный комплекс "Озёрки"», который объединил Озёрскую среднюю школу и Озёрский детский сад «Ручеёк». Позже он был переименован в «Образовательный комплекс „Озерки“ имени М.И. Бесхмельницына».

## Объекты социальной сферы
В селе действует «Образовательный комплекс „Озерки“ имени М.И. Бесхмельницына», который объединяет учреждения дошкольного, начального, среднего и дополнительного образования.

## Население
| 2002 | 2010 |
| ---- | ---- |
| 693  | ↗774 |